# ادگار روبین

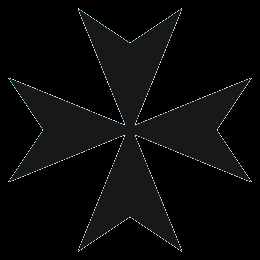
برجستگی یا فرورفتگی صلیب وابسته به ادراک ناظر و قابل تبدیل است که البته در خارج کادر آشکاری بیشتری دارد.

ادگار روبین (دانمارکی: Edgar Rubin) زاده ۶ سپتامبر ۱۸۸۶ – درگذشته ۳ مه ۱۹۵۱م. یک روان‌شناس دانمارکی بود. سرشناسی وی بیشتر مدیون مطالعاتش در روان‌شناسی گشتالت،
خطای دید و شکل و زمینه است و به خصوص گلدان روبین یادگار اوست.

## پیشینه
ادگار جان روبین در یک خانواده یهودی در دانمارک به دنیا آمد و بزرگ شد. در سال۱۹۰۴م، وارد دانشگاه کپنهاگ شد و در سال ۱۹۱۰م، مدرک کارشناسی ارشد در رشته روان‌شناسی و فلسفه دریافت کرد. 

سال ۱۹۱۵م، ادگار روبین در رساله دکترای خود شرح مفصلی در مورد شکل و زمینه نوشت و مطالعات استادش گئورگ الیاس مولر را در در زمینه ادراک بینایی و نقش حافظه گسترش داد. وی همچنین در رساله دو جلدی خود به زبان دانمارکی علاوه بر گلدان روبین، نمونه‌های دیگری از تصاویر چند معنایی و وابسته به ذهن از جمله صلیب مالتی را مثال آورد. 